# Lady Elizabeth Delmé et ses enfants
Lady Elizabeth Delmé et ses enfants est un tableau réalisé par le peintre britannique Joshua Reynolds en 1777-1779. De format vertical, cette huile sur toile est un portrait de famille qui représente Lady Elizabeth Delmé, la fille d'Henry Howard, alors que vêtue de rose elle enlace ses deux enfants en présence de leur Skye terrier, devant une balustrade donnant sur des grands arbres. Reçue en don en 1937, l'œuvre est conservée à la National Gallery of Art, à Washington, aux États-Unis.